# Samla Mammas Manna
A Samla Mammas Manna (később Zamla Mammaz Manna majd Von Zamla) egy svéd progresszív rockot játszó zenekar, 1969-ben alakult Uppsalában. Az évek során a felállás többször változott, későbbi albumaikat már újabb nevükön adták ki. 1999-ben végül visszatértek az eredeti névhez. 2003-ban Észak-Karolinában adtak koncertet, majd 2005-ben részt vettek a moszkvai progresszív rock fesztiválon.

## Tagok
- Lars Hollmer – billentyűsök
- Lars Krantz – basszus (1969-80, 1990-től)
- Hasse Bruniusson – dob (1969-80, 1990-99)
- Henrik "Bebben" Öberg – ütősök (1969-71)
- Coste Apetrea – gitár (1972-76, 1990-től)
- Eino Haapala – gitár (1977-80)
- Vilgot Hansson – dob (1980)
- Yoshida Tatsuya – dob (2002-től)

## Lemezeik

### Samla Mammas Manna néven
- Samla Mammas Manna (1971)
- Måltid (1973)
- Klossa Knapitatet (1974)
- Snorungarnas Symfoni (1976)
- Kaka (1999)
- Dear Mamma (2002)
- För äldre nybegynnare (1977)
- Schlagerns Mystik (1978)
- Familjesprickor (1980)

### von Zamlaként
- Zamlarannama (1982)
- No Make Up! (1984)
- ... 1983 (live) (1999)